# Schaakreunie te Utrecht (1864)

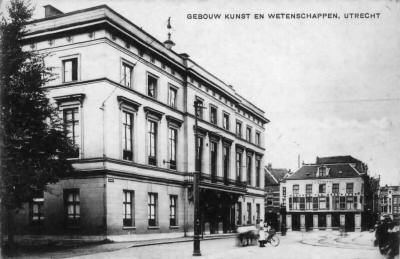
Gebouw voor Kunsten en Wetenschappen in 1905

De schaakreünie te Utrecht op 7 juli 1864 was het eerste schaaktoernooi ooit in Utrecht, dat gehouden werd in het toenmalige gebouw voor Kunsten en Wetenschappen. Het was een informele bijeenkomst van spelers uit het hele land, die met van tevoren afgesproken openingen hun partijen speelden.
Het gestelde doel was "[d]at de réunie dienstbaar zou worden gemaakt aan vraagpunten van den laatsten tijd", aldus Willem Verbeek, organisator van de reünie. Hij was hoofdredacteur van Sissa, het schaakmaandblad waarin de gespeelde partijen gepubliceerd werden ter verspreiding van de opgedane kennis. In het zogenaamde thematoernooi werd na beraad met de deelnemers gekozen voor de Kieseritzkygambiet als opening.
Aan het toernooi namen twintig deelnemers deel. Hiervan kwamen zeven uit Amsterdam, waaronder H. Kloos, J. Noordberg, C.H. Jansen, C.M. Dieperink en M. van Paddenburg; vier uit Rotterdam, waaronder Serafino Dubois en A.R. Dunlop; twee uit Zeist, te weten C.F. Kraepelien en J.N.Lund; twee uit Wijk bij Duurstede, Willem Verbeek zelf en W. Duetz; Spoelstra uit Maastricht; J.C.E. Tromp uit Delft; M. van Doorninck uit Deventer en vier uit Utrecht, waaronder Dr Grothe en twee sleutelfiguren van de Utrechtsche Schaakvereeniging, te weten F. Altena en A. le Fèvre. Laatstgenoemde was ook langere tijd medewerker van Sissa. In dit schaaktijdschrift werden ook Dieperink en Noordbergh nog als deelnemer genoemd.